# Купцов, Геннадий Васильевич (тренер)
Геннадий Васильевич Купцов (23 января 1952 года — 3 января 2017 года, Москва) — советский и российский тренер по лёгкой атлетике. Заслуженный тренер России.

## Биография
В юности занимался десятиборьем. Мастер спорта СССР по толканию ядра.
Окончил Московское высшее техническое училище им. Н. Э. Баумана, где затем возглавил лабораторию спортивной радиоэлектроники, основанную заведующим кафедрой физического воспитания Валерием Попенченко и его преемником Алексеем Киселёвым. В составе научного коллектива участвовал в создании линейки приборов для определения и контроля параметров состояния спортсменов. Доктор технических наук.
Его наиболее известной воспитанницей как тренера является его дочь Марина Купцова — чемпионка Европы в помещении 2002 года, серебряный призёр чемпионата мира 2003 года, серебряный призёр чемпионата Европы 2002 года, трёхкратная чемпионка России (2000, 2002, 2003).
В 2008 году вместе с дочерью снялся в фильме «Альбинос».
Похоронен на Николо-Архангельском кладбище.

### Семья
Жена — Галина Владимировна Купцова (Шагова), метательница диска. Старшая дочь — Елена Купцова, метательница диска. Средняя дочь — Марина (род. 1981), прыгунья в высоту. Младшая дочь — Екатерина Купцова, прыгунья в высоту.